# Katona Attila (labdarúgó)
Katona Attila (Eger, 1981. június 16. –) magyar labdarúgó. Középhátvéd és védekező középpályás poszton is bevethető. Jelenleg az Egri FC játékosa. 2007 decemberében a vietnami TC Viet csapatánál járt próbajátékon. Katonát a Viet edzőjének, Gálhidi György kérésére hívták az edzőtáborba és végül szerződést is kapott.
2008 decemberében tért haza Magyarországra, a DVSC csapatához. 2010 őszén kölcsönben az NB II Keleti csoportjában szereplő Bőcs KSC csapatának tagja volt.
2011 tavaszán a BFC Siófok játékosa volt.

## NB1-es pályafutása
- Játszott meccsek: 112
- Gólok: 3

## Sikerei, díjai
DVSC
- Ligakupa-győztes: 2010
- Magyar Bajnok: 2009, 2010
- Magyarkupa-győztes: 2010
- Magyar Szuperkupa-győztes: 2009

## Külső hivatkozások
- Katona Attila statisztikája a BOON oldalán
- Katona Attila az MLSZ adatbankjában
- hlsz.hu profil
- Katona Attila személyes honlapja